# Klein Hollenbeck
Klein Hollenbeck ist eine kleine Siedlung in der Gemarkung von Hollenbeck, Flecken Harsefeld im niedersächsischen Landkreis Stade. Sie liegt an der Straße von Hollenbeck nach Bargstedt an der  Aue.

## Geschichte
In der hügeligen mit Kiefern bewachsenen abgeschiedenen Landschaft des Auetals wurde 1936 das Maidenlager Hollenbeck des Reichsarbeitsdienstes der weiblichen Jugend (RADwJ) gegründet. Am 11. Juli 1936 wurde das Lager auf dem Grundstück von Klaus Kackmann eingeweiht, vorher waren die Mädchen und ihre Lagerführerin auf dem Hof Eckhoff untergebracht. 1938 wurde das Lager ausgebaut. Ob es anschließend noch mal erweitert wurde, ist unbekannt.
Am 17. April 1945 wurde das Lager von den britischen Truppen geräumt. Das Gelände wurde später parzelliert und mit Wohnhäusern bebaut.